# ويلينغتون سيلفا (لاعب كرة قدم)
ويلينغتون سيلفا (بالبرتغالية: Wellington do Nascimento Silva‏) (6 مارس 1988 بريو دي جانيرو في البرازيل - ) هو لاعب كرة قدم برازيلي في مركز الظهير. لعب مع غريميو بورتو أليغرينزي ونادي إنترناسيونال ونادي فلامنغو ونادي فلومينينسي ونادي مادوريرا ونادي أولاريا أتلتيكو وResende FC ‏.

## وصلات خارجية
- ويلينغتون سيلفا (لاعب كرة قدم) على موقع قاعدة بيانات كرة القدم.إي يو (الإنجليزية)
- ويلينغتون سيلفا (لاعب كرة قدم) على موقع Soccerway.com (الإنجليزية)